# (9007) Джеймс Бонд
(9007) Джеймс Бонд (англ. James Bond) — астероид главного пояса, который был открыт 5 октября 1983 года чешским астрономом Антонином Мркосом в обсерватории Клеть, ЧССР.

Орбита астероида Джеймс Бонд и его положение в Солнечной системе

Своё название астероид получил в честь вымышленного английского шпиона Джеймса Бонда, персонажа приключенческих романов и рассказов британского писателя Яна Флеминга, их экранизаций, выходивших в период с 1953 по 1964 год, а также произведений других авторов. Номер астероида — 9007 — отсылка к обозначению 007, кодовому номеру Бонда в британской Секретной службе.